# Curtains (película de 1983)
Curtains, conocida en España e Hispanoamérica como Cortinas, es una película canadiense del género slasher de 1983 dirigida por Richard Ciupka y protagonizada por John Vernon, Samantha Eggar, Linda Thorson y Lynne Griffin.
Concebida por el productor Peter R. Simpson tras el éxito de Prom Night (1980), se pretendía que la película fuese un slasher para adultos en contraste con los filmes del género de aquel entonces, los cuales mostraban principalmente adolescentes. El rodaje empezó en 1980 y desde el principio estuvo plagado de inconvenientes a causa de múltiples modificaciones en el guion y repeticiones en las grabaciones que provocaron la expansión del proyecto por tres años. La producción terminó finalmente con Ciupka retirando su nombre de la película.
La cinta se estrenó en Estados Unidos en marzo de 1983, siendo proyectada en cines en Canadá al año siguiente con críticas negativas. Pese a fracasar en taquilla, la película terminó convirtiéndose en un largometraje frecuente en la televisión nocturna, alcanzando el estatus de culto en la década de 2000, con numerosos fanes solicitando el lanzamiento oficial del filme en DVD.

## Sinopsis
Samantha Sherwood (Samantha Eggar), actriz y musa del director de cine Jonathan Stryker (John Vernon), toma la decisión de internarse en un psiquiátrico con el fin de prepararse para interpretar el papel de Audra, protagonista de la película que el director va a rodar próximamente. Una vez allí descubre que Stryker la ha abandonado a su suerte y reunido en su lugar a un grupo de mujeres jóvenes en una aislada mansión para escoger entre ellas al personaje de Audra. Furiosa, Samantha huye del psiquiátrico con intención de vengarse. Poco a poco, varias de las candidatas se irán convirtiendo en víctimas de unos crueles asesinatos, algunos de ellos precedidos por la aparición de una siniestra muñeca.

## Reparto
- John Vernon - Jonathan Stryker
- Samantha Eggar - Samantha Sherwood
- Linda Thorson - Brooke Parsons
- Lynne Griffin - Patti O'Connor
- Anne Ditchburn - Laurian Summers
- Lesleh Donaldson - Christie Burns
- Sandee Currie - Tara DeMillo
- Deborah Burgess - Amanda Teuther
- Michael Wincott - Matthew
- Maury Chaykin - Monty
- Booth Savage - Peter

## Producción

### Concepción
El productor Peter Simpson quería hacer otra película slasher de éxito tras el estreno de Prom Night. Deseoso de evitar un fracaso como el que tuvo Terror Train (1980), Simpson asumió el proyecto de producir Curtains debido a que el mismo estaba enfocado a un público adulto.

### Selección del reparto
John Vernon fue elegido para interpretar a Jonathan Stryker, papel para el cual había sido considerado originalmente el actor alemán Klaus Kinski, mientras que para el personaje de Samantha Sherwood se escogió a la actriz británica Samantha Eggar, quien describió a los personajes como «vagamente dibujados», calificando el final de la película de «horrible» y aceptando el papel principalmente por el trabajo y el salario. Ciupka afirmó sentirse «muy intimidado» por Eggar: «Ella apenas hablaba... era una gran actriz... pero nunca hubo ningún problema y fue muy buena con todo».
Lynne Griffin, quien previamente había aparecido en el slasher Black Christmas (1974) y ya había actuado en varias producciones teatrales en Canadá, fue elegida para el papel de Patti, la humorista. Inicialmente, Celine Lomez fue escogida para interpretar a Brooke Parsons, siendo reemplazada por Linda Thorson después de que Simpson la despidiese tras no sentirse conforme con su trabajo.

### Rodaje
La fotografía principal comenzó el 10 de noviembre de 1980, siendo Muskoka y Toronto los lugares de filmación y contando la película con un presupuesto de $3,7 millones. El filme sufrió varios problemas los cuales provocaron que la producción quedase interrumpida durante un año, lapso de tiempo en que se llevaron a cabo cambios en el guion, nuevas grabaciones y una importante variación en el reparto. Como resultado, dos créditos distintos figuran en el final de Curtains, divididos entre Act I y Act II, denotando los dos periodos de producción. Eventualmente, numerosos miembros del equipo técnico tuvieron que ser nuevamente contratados con el fin de rodar el material necesario para completar el largometraje.
La problemática producción de Curtains surgió a raíz de desacuerdos entre Ciupka y Simpson. El director tenía una visión de la película encaminada al suspense y al cine de arte, mientras que el productor tenía en mente un filme próximo al slasher comercial, muy de moda entonces. De acuerdo con Thorson, en un determinado momento la tensión entre ambos llegó a tal punto que muchos de los actores empezaron a sentir incertidumbre acerca de si el proyecto llegaría a buen fin.  
Respecto al rodaje de la secuencia de patinaje sobre hielo, la actriz Lesleh Donaldson practicó patinaje por orden de los productores. Donaldson, quien tenía muy poca preparación, fue ayudada en la coreografía por la actriz Anne Ditchburn. Pese a ello, durante el rodaje de la escena Donaldson tropezó a causa del firme desigual de la pista de hielo y se cortó en la barbilla, por lo que se tuvo que emplear a un doble para las secuencias de patinaje más largas.

### Abandono del director y continuación del rodaje
Ciupka abandonó el proyecto tras desacuerdos con Simpson sobre el estilo y el tono de la película. Cuando el director abandonó la cinta, solo se habían rodado 45 minutos del largometraje, lo que obligó a Simpson a hacerse cargo del rodaje. La escena de la persecución final en el almacén de atrezo fue filmada por el propio Simpson aproximadamente un año después del inicio de la producción, así como la escena final entre Eggar y Griffin. El escritor Robert Guza Jr. volvió al proyecto para reescribir el guion bajo la supervisión de Simpson, lo que resultó en el rodaje de escenas adicionales, muchas de ellas descartadas en el montaje final. Entre las secuencias eliminadas se encuentra una escena rodada en un campus universitario dos años después del inicio de la producción en la que el personaje de Christie es rechazado por su entrenador de patinaje poco antes de llegar a la mansión de Stryker. Con esta escena se pretendía mostrar la vulnerabilidad del personaje cuando vuelve a ser rechazado, esta vez por el propio Stryker.
Por su parte, Wincott y Ditchburn tenían inicialmente más diálogo en el filme, siendo la mayor parte del mismo eliminado en la versión final de la cinta. De igual modo, la muerte de Matthew fue originalmente filmada con el personaje siendo asesinado en una moto de nieve y estrellándose posteriormente contra la biblioteca de la mansión, asustando al personaje interpretado por Sandee Currie. Esta escena fue eliminada y reemplazada por un asesinato fuera de cámara en el jacuzzi de la casa.
Así mismo, se filmó un final alternativo en Toronto. En él, el personaje interpretado por Griffin realiza un monólogo en un escenario rodeado por los cadáveres de sus víctimas. De acuerdo con Michael MacLaverty, editor del filme, este final fue descartado debido a que Alana Simpson, en aquel entonces esposa del productor, lo consideró «demasiado improbable». Según MacLaverty: «[Alana] no podía aceptar realmente el hecho de que todos estos cuerpos fuesen de algún modo arrastrados juntos [por el asesino] y puestos en un escenario en alguna parte».

## Estreno
Después de que la película fuese terminada en 1982, Ciupka eliminó su nombre de los créditos, por lo que el filme figura dirigido por Jonathan Stryker, el nombre del personaje interpretado por Vernon. Con una producción de tres años, Curtains fue estrenada en Estados Unidos el 4 de marzo de 1983 y en Canadá en 1984. No se llevó a cabo ninguna première de la película, aunque Griffin declaró haber asistido la noche del estreno a un cine del Lower East Side, en Manhattan.

## Recepción
The New York Times dio al filme una crítica regular, afirmando: «Este derivativo thriller canadiense funciona como una versión distante del clásico de culto de Samuel Fuller Shock Corridor fusionado de manera bastante cruda con una trama estándar de slasher». El crítico Leonard Maltin dio a la cinta una crítica negativa, describiéndolo como un «opus de terror mal concebido y ejecutado». The Hollywood Reporter, no obstante, otorgó al largometraje una crítica favorable, calificándolo como «el thriller más elegante y más relajado en llegar en bastante tiempo... rico en sorpresas de una naturaleza fascinante y sensual». Joe Baltake, de Philadelphia Daily News, señaló que Vernon «proyecta un genuino aura de amenaza» y que Eggar está «cargada aquí con un personaje que parece una broma práctica de su agente», resumiendo el filme de la siguiente forma: «La película en sí nunca es un misterio, nunca aterroriza, pero es, en su lugar, incansablemente solemne, dada a largas y tristes pausas». Rick Brough, de The Newspaper, en Park City (Utah), otorgó al filme dos estrellas de un total de cinco, declarando: «No se moleste en usar la lógica para descubrir quién es el asesino. La película engaña descaradamente. Burlar el guión tonto en "Curtains" puede ser el único desafío en este desperdicio».
Linda Gross, de Los Angeles Times, resumió la cinta como una «película de terror Grand Guignol mediocre y grotesca», criticando su representación de la violencia contra las mujeres. Stephen Hunter, de Baltimore Sun, destacó que «lo más conmovedor de Curtains es su subtexto melancólico de carreras fracasadas y aspiraciones sin realizar», concluyendo: «Solo la presencia de hábiles actores profesionales—Samantha Eggar y John Vernon—y algunos brillantes valores de producción separan esta película inútil, completamente rimbombante de los melodramas de adolescentes [...] más crudos y toscos a los que tanto se asemeja».
Pese a haber sido ingnorada por la prensa, la cinta ha obtenido con el paso de los años el estatus de película de culto, reuniendo una serie de críticas positivas tras su lanzamiento en Blu-ray en julio de 2014. Brian Orndorf, de Blu-ray.com, destacó la elaboración hecha al azar del filme, alabando sus elementos visuales: 

"Curtains" no es una película sencilla, es un puñado de subtramas e ideas compitiendo por tiempo en pantalla bajo la guisa de un tradicional tratamiento estilo slasher de los 80. Bizarro parece una descripción demasiado leve cuando se habla de esta película, la cual está de hecho unida por dos periodos de producción extendidos durante tres años, con el director original, Richard Ciupka, quitando su nombre [...] cuando el director Peter R. Simpson eligió animar el corte áspero con habituales tajos y recortes. La fascinante historia de fondo en "Curtains" es evidente a lo largo de la presentación, dejando la película a medio realizar, espantando la sustancia para avanzar con violencia. Es un lío, pero entretenida gracias a la ambición visual de Ciupka y al trabajo conjunto del excéntrico reparto, que aporta el nivel adecuado de histeria para ayudar al poco suspenso que queda.

Dustin Putman, de The Film File, otorgó al filme tres estrellas de cuatro, escribiendo que «la película no siempre funciona por las reglas del slasher convencional y sus más surrealistas aspectos lo hacen todo aún más fascinantemente esotérico». Paul Chambers, de Movie Chambers, dio a la cinta una crítica mixta, alabando las interpretaciones de Eggar y Vernon así como la recordada secuencia de patinaje sobre hielo, describiendo por otro lado al filme como «[tan] sin dirección e improbable, que ningún pago vale la pena». El historiador cinematográfico Jim Harper otorgó a la película una crítica moderadamente positiva, afirmando que «hay algunos toques reales de clase y originalidad en Curtains, pero la pobre edición y la sensación errática impiden al filme ser un clásico slasher. Aun así, es una película reflexiva e interesante». El crítico literario John Kenneth Muir alabó igualmente el largometraje, escribiendo que «las escenas de asesinato están escenificadas con ingenio» y señalando que la «forma [de la película] hace agradablemente eco de su contenido».

## Formato casero
Curtains fue comercializada en VHS por primera vez en 1984 por Vestron Video. A comienzos de la década de 2000, varios fanes de la película manifestaron su deseo de que la misma fuese lanzada en DVD, iniciando para ello una petición en línea. El filme fue eventualmente puesto a la venta en DVD el 5 de octubre de 2010 por Echo Bridge Home Entertainment como parte de la edición Midnight Horror Collection: Bloody Slashers, la cual incluía Secrets of the Clown (2007), Hoboken Hollow (2005) y Room 33 (2009), películas de serie B lanzadas directamente a vídeo. Esta edición empleaba una carátula genérica y una transferencia de mala calidad del VHS original.
El 29 de julio de 2014, Curtains fue comercializada en formato Blu-ray y DVD por Synapse Films, empleándose en esta edición una transferencia 2K de los negativos originales así como un sonido remasterizado 5.1 surround.